# Aldo Vitale
Aldo Vitale (Fiume, 16 luglio 1931 – 4 giugno 2023) è stato un dirigente sportivo italiano, eletto nel FIBA Hall of Fame e nell'Italia Basket Hall of Fame.

## Carriera
È stato presidente della Lega Basket Femminile per cinque anni, dal 1979 al 1984. Ha guidato il Comitato Italiano Minibasket della Federazione Italiana Pallacanestro dal 1990 al 1992. Ha ricoperto numerosi incarichi all'interno della FIBA: vice presidente della Commissione Mondiale Femminile (1984-1990), presidente del FIBA Europe (1990-1996), vice presidente FIBA (1994-1996); dal 2007 ricopre l'incarico di Consigliere Speciale del Segretario Generale FIBA.
Dal 2008 il suo nome figura nell'Italia Basket Hall of Fame in qualità di benemerito e dal 2013 nel FIBA Hall of Fame in qualità di contributore.